# Tyrannophasma gladiator
Tyrannophasma gladiator är en insektsart som beskrevs av Oliver Zompro 2003. Tyrannophasma gladiator ingår i släktet Tyrannophasma och familjen Mantophasmatidae. Inga underarter finns listade i Catalogue of Life.